# David Hilbert
David Hilbert (AFI: [ˈdaːvɪt ˈhɪlbɐt]; Königsberg, 23 gennaio 1862 – Gottinga, 14 febbraio 1943) è stato un matematico tedesco.
Tra i più eminenti ed influenti matematici a cavallo del XIX e XX secolo, diede contributi fondamentali in svariati ambiti della matematica teorica: dall'algebra astratta (con lo sviluppo della teoria dell'invariante e l'inaugurazione dell'algebra commutativa), all'analisi funzionale (con gli apporti al calcolo delle variazioni e la formulazione della teoria spettrale per gli operatori nelle equazioni integrali), alla teoria algebrica dei numeri ed alla geometria (con la sistematizzazione assiomatica della geometria euclidea).
S'interessò inoltre delle problematiche legate ai fondamenti della matematica, impegnandosi nell'elaborazione d'un programma formalistico che, per quanto sconfessato dalla successiva dimostrazione del secondo teorema di incompletezza di Gödel, ebbe comunque una certa influenza sullo sviluppo delle moderne teoria della dimostrazione e matematica inversa.

## Biografia
Si diplomò al liceo della sua città natale, iscrivendosi poi all'Università di Königsberg. Ottenne il dottorato con Lindemann, nel 1885, con la tesi Über invariante Eigenschaften spezieller binärer Formen, insbesondere der Kugelfunktionen (trad.: Sulle proprietà invarianti di speciali forme binarie, in particolare le armoniche sferiche). Nello stesso periodo era studente di dottorato nella stessa università anche Hermann Minkowski: a lui sarà legato da profonda amicizia e i due avranno modo di influenzarsi reciprocamente in vari momenti dei loro percorsi scientifici.
Hilbert rimase all'Università di Königsberg come docente dal 1886 al 1895, quando, in seguito all'interessamento di Felix Klein, ottenne la cattedra di Matematica nella prestigiosa Università di Gottinga, all'epoca una delle massime sedi di riferimento per lo studio della matematica. Qui restò fino alla fine della sua carriera.
Egli ebbe come studenti di dottorato decine di importanti matematici: tra questi Wilhelm Ackermann, Sergej Bernstein, Richard Courant, Gerhard Gentzen, Alfred Haar, Georg Hamel, Erich Hecke, Otto Neugebauer, Hugo Steinhaus, Teiji Takagi, Hermann Weyl. Tra gli studenti di Hilbert vi fu anche Emanuel Lasker, successivamente campione del mondo di scacchi; fu relatore della tesi di Ugo Napoleone Giuseppe Broggi.

## Contributi scientifici

### Il teorema di finitezza
Il primo lavoro di Hilbert sulle funzioni invarianti lo portò a dimostrare nel 1888 il suo famoso teorema di finitezza. Vent'anni prima Paul Gordan aveva dimostrato il teorema della finitezza dei generatori per le forme binarie usando un complesso approccio computazionale. I tentativi di generalizzare questo metodo per funzioni con più di due variabili fallirono, proprio a causa delle difficoltà di calcolo. Lo stesso Hilbert cercò all'inizio di seguire il sistema di Gordan, ma ben presto capì di dover intraprendere una strada del tutto diversa. Dimostrò così il teorema di finitezza di Hilbert: un metodo per dimostrare che esiste un insieme di generatori finito per un numero di variabili qualsiasi, ma in forma totalmente astratta: pur dimostrandone l'esistenza, non si fornisce nessun procedimento che permetta di costruirlo.
Hilbert inviò il suo lavoro ai Mathematische Annalen. Paul Gordan, l'esperto sulla teoria degli invarianti per i Mathematische Annalen, non riuscì ad apprezzare il rivoluzionario teorema di Hilbert e rifiutò l'articolo, criticandone l'esposizione, a suo dire poco esaustiva. Il suo commento fu:
Questa è teologia, non matematica!
Tuttavia Felix Klein riconobbe l'importanza del lavoro di Hilbert, e gli garantì la pubblicazione, senza alcun cambiamento. Spronato da Klein e dai commenti di Gordan, Hilbert in un secondo articolo estese il suo metodo, fornendo stime sul grado massimale dell'insieme minimo dei generatori, e lo inviò di nuovo agli Annalen. Dopo aver letto il manoscritto, Klein gli scrisse:
Senza dubbio questo è il lavoro più importante sull'algebra generale che gli Annalen abbiano mai pubblicato.
Più tardi, dopo che l'utilità del metodo di Hilbert fu universalmente riconosciuta, lo stesso Gordan ebbe a dire:
Debbo ammettere che anche la teologia ha i suoi pregi.
A proposito dell'atteggiamento di Gordan va anche detto che l'approccio astratto di Hilbert, oltre agli indubbi meriti dell'economia di pensiero e della generalità, ebbe l'effetto di togliere prestigio e interesse agli studi costruttivi sugli invarianti; questi studi solo dopo la metà del XX secolo ripresero vigore portando a fondamentali aperture, in particolare nell'ambito della combinatoria.

### Assiomatizzazione della geometria
Il testo Grundlagen der Geometrie (in italiano: Fondamenti della Geometria), pubblicato da Hilbert nel 1899, sostituisce agli assiomi di Euclide un insieme formale, composto di 20 assiomi, che evitano le contraddizioni derivanti da quello di Euclide. Indipendentemente e contemporaneamente, uno studente statunitense di 19 anni, Robert Lee Moore, pubblicò un insieme di assiomi equivalenti. È interessante notare che, sebbene alcuni assiomi siano gli stessi, qualche assioma di Moore è un teorema nel sistema di Hilbert, e viceversa.
Hilbert utilizza concetti indefiniti e specifica le loro proprietà esclusivamente tramite gli assiomi; non è necessario assegnare alcun significato esplicito ai concetti indefiniti. Questi elementi, punto, retta, piano e altri, potrebbero essere sostituiti, come dice Hilbert, da tavoli, sedie, boccali da birra e altri oggetti. Naturalmente, se la geometria tratta di "cose", gli assiomi non sono certo verità evidenti in sé, ma devono essere considerati arbitrari. Hilbert dapprima enumera i concetti indefiniti; essi sono: punto, retta, piano, giacere su (una relazione fra punto e piano), stare fra, congruenza di coppie di punti, e congruenza di angoli. Il sistema di assiomi riunisce in un solo insieme la geometria euclidea piana e solida.

### I ventitré problemi
Dopo avere brillantemente riorganizzato i fondamenti della geometria, Hilbert si accinse a fare lo stesso per l'intera matematica. Riconoscendo l'impresa come superiore alle sue sole forze, espose in modo organico alla comunità dei matematici quelli che riteneva i problemi più cruciali. Per amor di concisione, alla conferenza Hilbert espose un primo insieme di soli 9 problemi, dal titolo "I Problemi della Matematica" presentato nel corso del Secondo Congresso Internazionale di Matematica tenutosi a Parigi nell'agosto del 1900. I restanti furono pubblicati negli atti del Congresso.
Ecco l'introduzione del discorso tenuto da Hilbert:
Chi di noi non sarebbe felice di sollevare il velo dietro cui si nasconde il futuro; di gettare uno sguardo ai prossimi sviluppi della nostra scienza e ai segreti del suo sviluppo nei secoli a venire? Quali saranno le mete verso cui tenderà lo spirito delle future generazioni di matematici? Quali metodi, quali fatti nuovi schiuderà il nuovo secolo nel vasto e ricco campo del pensiero matematico?
In una successiva pubblicazione ampliò la panoramica dei problemi aperti e giunse a formulare i famosi 23 Problemi di Hilbert. Alcuni di questi, anche alcuni reputati molto difficili, furono risolti di lì a breve, altri furono ampiamente dibattuti durante l'intero XX secolo, e altri, di cui alcuni fondamentali, furono poi dimostrati come indecidibili, cioè senza possibile soluzione.
Con questa iniziativa Hilbert diede il via alla scuola formalista, una delle tre scuole della matematica del 1900. Secondo il formalismo la matematica è un gioco privo di significato in cui si gioca con contrassegni privi di significato secondo regole formali concordate in partenza. Essa è quindi un'attività autonoma del pensiero. (Cfr: Hermann Hesse - Il gioco delle perle di vetro).
Nonostante l'impegno profuso da Hilbert e dai numerosi valenti matematici che l'affiancarono nell'impresa, il suo tentativo di assiomatizzazione completa della matematica era destinato a fallire: nel 1931 Gödel con i suoi teoremi di incompletezza dimostrò come un sistema formale non contraddittorio, che comprenda almeno l'aritmetica, non può dimostrare, attraverso i suoi assiomi, la propria consistenza, e come conseguenza diretta alcuni dei 23 fondamentali problemi di Hilbert furono dimostrati come indecidibili.
Eppure Gödel ritenne positivamente risolto il proposito di Hilbert, anche se per una via opposta a quella immaginata da Hilbert, avendo paradossalmente dimostrato che la completezza di un sistema è tale proprio perché non può essere dimostrata. Ad ogni modo, la sua incontrovertibile dimostrazione tolse interesse alla riorganizzazione della completezza formale della matematica, e oggi si ritiene che questa debba essere considerata un sistema incompleto, in assenza di un'assiomatizzazione esterna valida.
Tra gli studenti di Hilbert vi furono Hermann Weyl, il campione di scacchi Emanuel Lasker e Ernst Zermelo. John von Neumann fu suo assistente. Attorno a lui, all'università di Göttingen, si raccolse un circolo a cui appartennero alcuni tra i più importanti matematici del XX secolo, quali Emmy Nöther e Alonzo Church.
Sulla sua lapide, a Göttingen, si può leggere il seguente epitaffio:
Per ironia della sorte, il giorno prima che Hilbert pronunciasse questa frase, Kurt Gödel aveva presentato la sua tesi, con il suo famoso teorema di incompletezza: ci sono cose che potrebbero essere vere, ma che non possiamo dimostrare.

### Spazi di Hilbert
Circa nel 1909, Hilbert si dedicò allo studio delle equazioni differenziali ed integrali: i suoi lavori portarono direttamente a importanti filoni della moderna analisi funzionale. Per questi suoi studi, Hilbert introdusse il concetto di spazio a infinite dimensioni, chiamato in seguito spazio di Hilbert. Oltre ad essere di grande utilità nello studio della meccanica quantistica, gli permise di contribuire allo sviluppo della teoria cinetica dei gas e alla teoria della radiazione. In seguito, Stefan Banach ampliò il concetto, definendo gli spazi di Banach, fondamento dell'assiomatizzazione della teoria delle funzioni integrali.

### Le equazioni di campo della fisica
Un'opinione diffusa tra i matematici è che Hilbert scoprì le equazioni di campo per la teoria della relatività generale prima di Albert Einstein, ma che non ne rivendicò mai la scoperta. Un interessante articolo pubblicato nel 1997 su Science mostra come Hilbert inviò il suo articolo il 20 novembre 1915, cinque giorni prima di quello di Einstein, con le equazioni corrette. L'articolo di Einstein uscì il 2 dicembre, quello di Hilbert il 6, ma senza le equazioni. Tuttavia, nella versione andata alle stampe, Hilbert aggiunse:
Appare dunque evidente che Hilbert lesse l'articolo di Einstein, e aggiunse al suo il riconoscimento della priorità di Einstein.

## Aneddoti
Hilbert era un personaggio singolare: era donnaiolo e insofferente al conservatorismo della vita universitaria, alle regole e ai divieti sociali. Si racconta che, durante gli anni Venti, mentre mangiava al ristorante, chiedesse alle signore più eleganti di prestargli il loro boa piumato per ripararsi dagli spifferi.
Su di lui si raccontano moltissimi altri aneddoti.
Per esempio, si racconta che un suo studente gli portò una dimostrazione dell'ipotesi di Riemann. Hilbert si mise a studiare la dimostrazione e restò impressionato; sfortunatamente vi trovò un errore cruciale che la invalidava. Poco dopo, quello studente morì. Hilbert presenziò al suo funerale e fu incaricato di redigere il discorso funebre. Iniziò col dire che quella morte era una perdita enorme per la matematica, ma che sperava che le linee guida della sua dimostrazione sarebbero state seguite da altri. "In effetti" - iniziò a dire sotto la pioggia, accanto alla tomba del defunto - "si consideri una funzione di variabile complessa..."
Secondo un altro aneddoto, Hilbert sarebbe andato in giro per giorni con i pantaloni strappati, senza accorgersene, e questo creò molto imbarazzo in facoltà. Dopo un po' di tempo, il suo assistente Richard Courant decise di farglielo notare e, per farlo nel modo più delicato possibile, durante una passeggiata lo condusse attraverso dei cespugli spinosi, salvo fargli notare poco dopo che si era strappato i pantaloni. L'inaspettata risposta di Hilbert fu: "Oh no, sono così da settimane, ma nessuno se ne è accorto!".
Si racconta anche che, quando gli dissero che un suo studente aveva abbandonato l'università per diventare poeta, egli abbia risposto: "Non sono sorpreso. Non aveva abbastanza immaginazione per diventare un matematico".
Durante il periodo nazista, a causa delle leggi contro gli ebrei le università si svuotarono e tra esse quella di Gottinga (in cui egli insegnava), storicamente tra le più avanzate nell’ambito della fisica quantistica. Quando il ministro nazista dell’istruzione gli chiese se fosse vero “che il suo istituto [aveva] tanto sofferto per la partenza degli ebrei e dei loro amici” egli rispose: “Sofferto? Non è che abbia sofferto, signor ministro. Non esiste più.”

## Riconoscimenti
- 1905 - Menzione speciale dell'Accademia ungherese delle scienze
- 1930 - La città di Königsberg, in occasione del pensionamento, gli conferisce la cittadinanza onoraria.

Gli è stato dedicato un asteroide, 12022 Hilbert.